# Alessandro La Cava
Alessandro La Cava (Roma, 21 febbraio 2000) è un paroliere, compositore e produttore discografico italiano.

## Biografia
Esordisce come concorrente alla terza edizione del talent show Io canto condotto da Gerry Scotti nel 2011. Appassionato di musica sin da giovanissimo, nel 2018 vince la seconda edizione del Tour Music Fest nella categoria "Junior Singer". Inizia a scrivere le sue prime canzoni all'età di dodici anni e intraprende gli studi pianistici presso il CET di Mogol, diplomandosi come autore di testi nel 2016 e come compositore di musica leggera nel 2019.
Nel 2018 decide di iscriversi alla settima edizione del concorso per autori e compositori "Genova per voi", arrivando in finale. Nel 2019 partecipa nuovamente al Tour Music Fest nella categoria "Cantautori" arrivando in finale nazionale.
Nel 2020 firma il contratto con la Universal Music Group e inizia professionalmente il lavoro di autore di canzoni per terzi.
Ha scritto o collaborato a vari brani per artisti e artiste quali Sangiovanni, Noemi, Rocco Hunt, Gaia, Alfa, Annalisa, Francesca Michielin, Margherita Vicario, AKA 7even, Emma Marrone, Marco Mengoni.
Nel 2021 scrive insieme a Sangiovanni e Dardust il brano Malibu, che ottiene sette dischi di platino in otto mesi, diventando il brano più venduto del 2021 e il più ascoltato dell'anno su tutte le piattaforme streaming. Sempre nel 2021 firma come unico autore il singolo di Noemi Guardare giù, lavorando anche alla produzione del brano in collaborazione con Francesco "Katoo" Catitti.
Nel 2022 è stato in gara come autore al 72º Festival di Sanremo con i brani Farfalle di Sangiovanni, Insuperabile di Rkomi, Ti amo non lo so dire di Noemi e Virale di Matteo Romano. Nel 2025 è stato autore del brano Battito di Fedez, presentato in gara al 75º Festival di Sanremo.

## Autore per altri artisti
- 2020 – Testa tra le nuvole, Pt. 1 di Alfa e Yanomi
- 2020 – San Lorenzo di Alfa e Annalisa
- 2021 – Lady di Sangiovanni
- 2021 – Finché le stelle non brillano di B3N
- 2021 – Ancora in due di Deddy
- 2021 – Con(torta) di Enula
- 2021 – Hype di Sangiovanni
- 2021 – Malibu di Sangiovanni
- 2021 – Down di Leo Gassmann
- 2021 – Luna di Baby K
- 2021 – Metà mondo di Gio Evan
- 2021 – Giove di Deddy
- 2021 – Raggi gamma di Sangiovanni
- 2021 – Nuvole di zanzare di Gaia
- 2021 – Occhi verdi di Deddy
- 2021 – Fili del tram di Beba
- 2021 – 6 PM di AKA 7even
- 2021 – Guardare giù di Noemi
- 2021 – La meglio gioventù di Margherita Vicario
- 2021 – Prima di te di Albe
- 2021 – Stupidi lovers di Sissi
- 2022 – Insuperabile di Rkomi
- 2022 – Virale di Matteo Romano
- 2022 – Farfalle di Sangiovanni
- 2022 – Ti amo non lo so dire di Noemi
- 2022 – Corallo di Lortex feat. Chiamamifaro
- 2022 – Parolacce di Sangiovanni
- 2022 – Cadere volare di Sangiovanni
- 2022 – Scossa di Sangiovanni
- 2022 – Mariposas di Sangiovanni e Aitana
- 2022 – La storia più bella di sempre di Will
- 2022 – Tramontana di Matteo Romano
- 2022 – Tutti i miei ricordi di Marco Mengoni
- 2022 – Linea della vita di Alex Wyse
- 2022 – Sbagliata ascendente leone di Emma Marrone
- 2023 – Furore di Paola & Chiara
- 2023 – Come Marilyn di Federica Carta
- 2023 – Tasche di Mara Sattei
- 2023 – Fulmini addosso di Francesca Michielin
- 2023 – Ci pensiamo domani di Angelina Mango
- 2023 – Bellu guaglione di Rosa Chemical
- 2023 – Acquamarina di Ana Mena e Guè
- 2023 – Graffiti dei Boomdabash
- 2023 – Part of Me di Cian Ducrot e Matteo Romano
- 2023 – Che t'o dico a fa' di Angelina Mango
- 2023 – Zero di Laura Pausini
- 2023 – Cos'è di Laura Pausini
- 2023 – Guaglio di Petit
- 2024 – Diamanti grezzi di Clara
- 2024 – Ragazzi fuori di Clara
- 2024 – Soldi, amore di Clara
- 2024 – Storie di rose appassite di Clara
- 2024 – Musica italiana di Rocco Hunt
- 2024 – Randagi di Holden
- 2024 – Maranza di Il Pagante e Fabio Rovazzi
- 2024 – Aria dei Ricchi e Poveri
- 2024 – Sexy shop di Fedez ed Emis Killa
- 2024 – Melodrama di Angelina Mango
- 2024 – Di Caprio di Fedez
- 2024 – Nero gotico di Clara
- 2024 – Il linguaggio del corpo di Paola & Chiara con BigMama
- 2024 – Vita lenta di Emma
- 2024 – Centomila di Emma
- 2024 – Standard di Vybes
- 2024 – Niente di male di Giorgia
- 2024 – Rewind di Benji & Fede
- 2025 – Battito di Fedez
- 2025 – Vento di Gaia
- 2025 – Di tutti di Jacopo Sol
- 2025 – Luci allo xeno di Sangiovanni
- 2025 – Odio amore chimico di Elodie
- 2025 – Cuore nero di Elodie
- 2025 – Scelte stupide di Fedez e Clara
- 2025 – Non sono io di Noemi
- 2025 – Estremo di Jacopo Sol
- 2025 – Taki di Sarah Toscano
- 2025 – Serenata di Serena Brancale e Alessandra Amoroso
- 2025 – Io non sarei di Alessandra Amoroso
- 2025 – Veramente di Sangiovanni
- 2025 – L'unica di Giorgia
- 2025 – Yakuza di Elodie e Sfera Ebbasta
- 2025 – Scuse di Carla Hero
- 2025 – Uragani di Clara